# میلانگ، استرالیای جنوبی
میلانگ (به انگلیسی: Milang) یک شهرک در استرالیا است که در استرالیای جنوبی واقع شده‌است.